# Ordonnée à l'origine

L'ordonnée à l'origine vaut ici 1.

En géométrie cartésienne, l'ordonnée à l'origine du graphe d'une fonction, aussi appelée la valeur initiale, est la valeur de l'ordonnée y lorsque l'abscisse x vaut 0. En d'autres termes, c'est la valeur de l'ordonnée du point d'intersection entre la courbe de la fonction et la droite d'équation x = 0, aussi appelée axe des ordonnées.
Par exemple, l'ordonnée à l'origine de la droite associée à une fonction linéaire vaut 0 ; l'ordonnée à l'origine de la droite associée à une fonction affine x ↦ ax + b est b (le coefficient directeur est a).
Plus généralement, l'ordonnée à l'origine du graphe d'une fonction polynomiale est le terme constant du polynôme. Cela vient du fait que tous les autres monômes s'annulent quand x vaut 0. On peut donc trouver la constante d'un polynôme simplement par interprétation graphique, en considérant l'ordonnée à l'origine de la courbe.
Si la fonction n'est pas définie en 0, alors son graphe n'a pas d'ordonnée à l'origine. Par exemple, le graphe de la  fonction inverse n'admet pas d'ordonnée à l'origine.